# Grand Bazar
Grand Bazar var ett varuhus som drevs av AB Varuhuset Grand Bazar (Varuhuset Grand i Göteborg AB) och som ingick i detaljhandelskoncernen Turitz & Co. Grand Bazar togs över av American Bazar 1913 och de två varuhusen lade grunden till Turitz & Co som senare öppnade EPA-varuhus över hela Sverige.
Grand Bazar öppnades på Kungsgatan 49 år 1912 och fastigheten, jämte Vallgatan 32, köptes av Turitz år 1916. År 1932 förvärvades även Kungsgatan 47 och tre tomter mot Vallgatan. En om- och nybyggnad i funktionalistisk stil genomfördes i samband med det. Ytterligare utökning skedde med Kungsgatan 51 år 1941. American Bazar flyttade från Kungsgatan 23 till Kungsgatan 49 år 1923.